# Zhu Jianhua
Zhu Jianhua (朱建华S, Zhū JiànhuáP; Shanghai, 1º aprile 1963) è un ex altista cinese, medaglia di bronzo olimpica a Los Angeles 1984 e mondiale ad Helsinki 1983.

## Biografia
Oltre ai due bronzi internazionali, è stato quattro volte medaglia d'oro a livello continentale. Il suo primato personale di 2,39 m è stato anche record asiatico per quasi 30 anni dal 10 giugno 1984 al 1º giugno 2013, quando è stato superato dal qatariota Mutaz Essa Barshim.

## Record asiatici
- Salto in alto: 2,39 m ( Eberstadt, 10 giugno 1984) - record battuto il 1º giugno 2013 da Mutaz Essa Barshim

## Palmarès
| Anno | Manifestazione      | Sede        | Risultato | Misura |
| ---- | ------------------- | ----------- | --------- | ------ |
| 1984 | Giochi olimpici     | Los Angeles | Bronzo    | 2,31 m |
| 1983 | Campionati mondiali | Helsinki    | Bronzo    | 2,29 m |